# Nabla
Nabla, of del, aangeduid door het symbool {\displaystyle \nabla }, is een differentiaaloperator in de vectorrekening. De naam is afkomstig van een Assyrische benaming van een harp, die ongeveer de vorm van het gebruikte symbool heeft.  Nabla wordt gebruikt als notatie voor de operatoren gradiënt, divergentie en rotatie. 
In {\displaystyle \mathbb {R} ^{n}} met variabelen {\displaystyle x_{1},x_{2},\ldots ,x_{n}} correspondeert met cartesische coördinaten nabla met de volgende vector van partiële afgeleiden:
{\displaystyle \nabla =\left({\frac {\partial }{\partial x_{1}}},{\frac {\partial }{\partial x_{2}}},\ldots ,{\frac {\partial }{\partial x_{n}}}\right)}
Er zijn regels om de werking van de nabla-operator in verschillende assenstelsels naar elkaar te converteren.

## Toepassingen
Nabla wordt onder andere gebruikt in de volgende definities:
| • gradiënt:         | {\displaystyle \operatorname {grad} \ f=\nabla f} |
| • divergentie:      | {\displaystyle \operatorname {div} \ \mathbf {F} =\nabla \cdot \mathbf {F} } |
| • rotatie of rotor: | Fout bij het parsen (SVG (MathML kan worden gebruikt via een browserplugin): Ongeldig antwoord ("Math extension cannot connect to Restbase.") van server "http://localhost:6011/nl.wikipedia.org/v1/":): {\displaystyle \operatorname{rot}\ \mathbf{V}=\nabla \times \mathbf{V}} |
| • laplace-operator: | {\displaystyle \Delta f=\operatorname {div} (\operatorname {grad} f)=\nabla ^{2}f=\nabla \cdot (\nabla f)} |
| • hessiaan:         | {\displaystyle H_{f}=\nabla ^{2}f} |
De operand {\displaystyle f} is hier een scalair veld, terwijl de operanden {\displaystyle \mathbf {F} } en {\displaystyle \mathbf {V} } vectorvelden zijn. Of met {\displaystyle \nabla ^{2}} de laplace-operator bedoeld wordt of de hessiaan is contextafhankelijk.

## Voorbeeld
Zij {\displaystyle f\colon \mathbb {R} ^{3}\rightarrow \mathbb {R} } de functie gegeven door 
{\displaystyle f(x,y,z)=xyz+x^{2}}
Dan is de gradiënt van {\displaystyle f} in cartesische coördinaten:
{\displaystyle \nabla f=\left({\frac {\partial f}{\partial x}},{\frac {\partial f}{\partial y}},{\frac {\partial f}{\partial z}}\right)=(yz+2x,xz,xy)}

## Coördinaatonafhankelijke definitie
Het is mogelijk nabla te definiëren onafhankelijk van het gebruikte coördinatensysteem. Daartoe generaliseert men de soortgelijke definitie van divergentie.
{\displaystyle \nabla \star F=\lim _{\Delta V\to 0}{\frac {1}{\Delta V}}\oint \,\mathrm {d} S\star F}
Hierin is {\displaystyle F} een scalaire functie, een vector- of een tensorveld, en {\displaystyle \star } het bijbehorende product.

## Unicode
De nabla is opgenomen in Unicode als U+2207 ∇.